# Caucasia
Caucasia este un municipiu din departamentul Antioquia, Columbia.